# Stanford Encyclopedia of Philosophy
Stanford Encyclopedia of Philosophy (viết tắt là SEP) là một bách khoa thư trực tuyến chuyên về triết học, bao gồm cả các bài báo triết học đã thông qua bình duyệt hàn lâm, miễn phí cho tất cả người dùng internet. Trang web này được bảo trì bởi Đại học Stanford. Mỗi đề mục trong cuốn bách khoa này được viết và bảo trì bởi một chuyên gia trong ngành, bao gồm các giáo sư tới từ nhiều viện nghiên cứu trên khắp thế giới. Các tác giả xây dựng SEP cho phép Đại học Stanford xuất bản các bài viết của họ, song họ vẫn được nắm giữ bản quyền của các bài viết.